# Silvicultura na Suécia

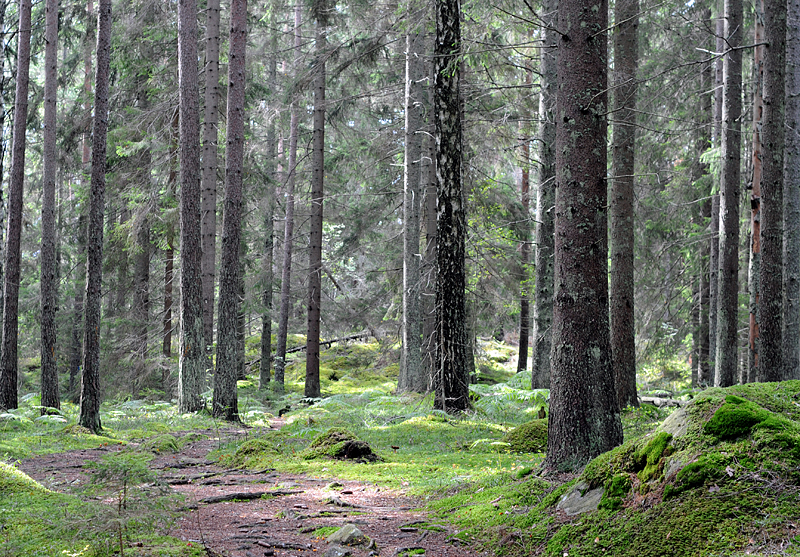
Floresta de abetos na Sudermânia

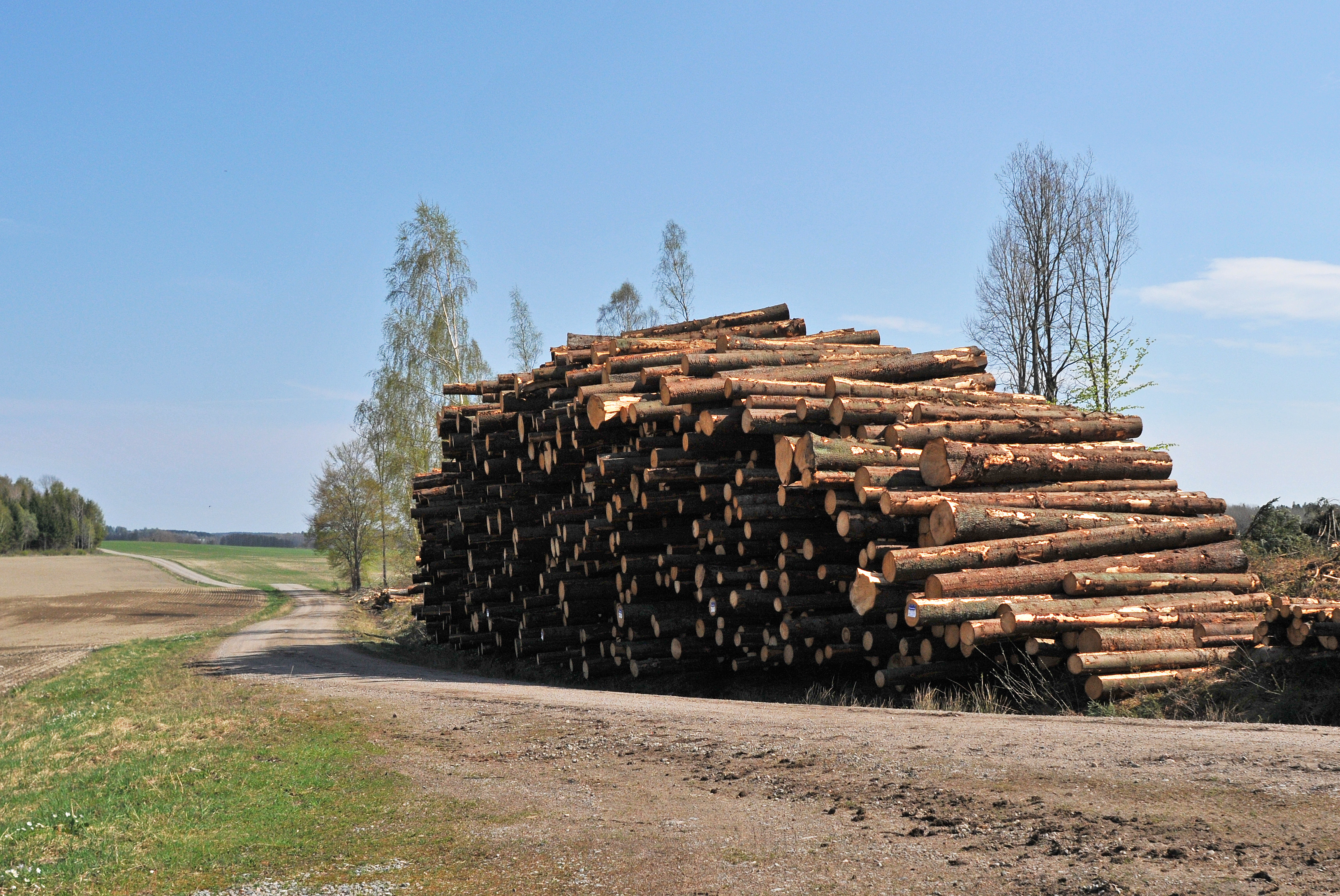
Madeira abatida e empilhada

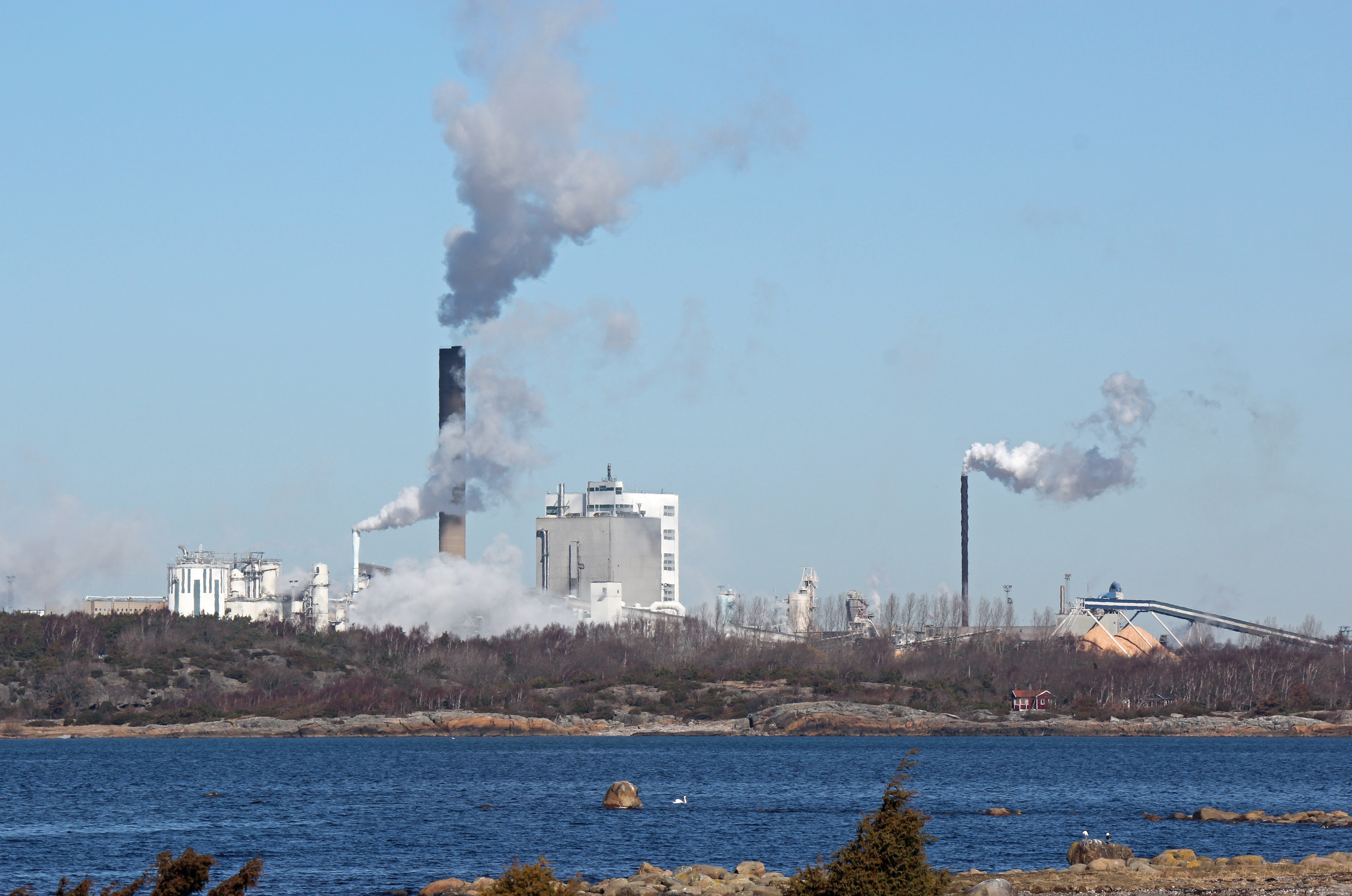
A fábrica de sulfato Värö bruk, na Comuna de Varberg

A indústria florestal (silvicultura) é uma das indústrias básicas da Suécia, correspondendo a cerca de 10% da capacidade industrial do país. A Suécia é o terceiro maior exportador mundial de pasta de papel, papel e produtos feitos de madeira serrada.

Mais de metade da Suécia está coberta por florestas, sendo os abetos e os pinheiros as espécies dominantes (80%), seguidas das bétulas (13%), e em menor quantidade, dos choupos e dos carvalhos (3%). Este recurso natural do país dá emprego e salários diretamente a 60 000 suecos, e indiretamente a mais de 200 000. Existem variadas ocupações laborais, desde cuidar e cortar as árvores, até trabalhar em serrações e fábricas onde são produzidos móveis móveis, pasta de papel e papel.
A autoridade reguladora das atividades económicas florestais na Suécia é a Direção Geral da Floresta (Skogsstyrelsen), sediada na cidade de Jönköping.
A maior empresa proprietária de florestas é a Sveaskog, seguida pela SCA Skog, Stora Enso Skog, Statens Fastighetsverk e Holmens Skog.